# Institut français de la vigne et du vin
Pour les articles homonymes, voir IFV.
L'Institut français de la vigne et du vin (IFV) est un organisme technique qui « a pour mission d’intérêt général de conduire des études de portée générale pour l’ensemble de la filière viti-vinicole, dans les domaines de la sélection végétale, de la viticulture, de la vinification et de la mise en marché des produits ».

## Historique
L'IFV émane de la fusion, en 2007, des deux instituts techniques nationaux au service de la filière viti-vinicole: l’Établissement national technique pour l’amélioration de la viticulture (ENTAV) et l’Institut technique de la vigne et du vin (ITV).

## Statut
L'Institut français de la vigne et du vin est un organisme technique bénéficiant de la double qualification d'institut technique agricole et d'institut technique agro-alimentaire,.
À ce titre, il est membre de l'ACTA et de l'ACTIA.

## Organisation

### Budget
En 2014, le budget de l'IFV atteint 12 millions d'euros.

### Effectif
L'effectif est de 145 personnes. Le président de l'IFV est Bernard Nadal de 2007 à 2017, puis Bernard Angelras depuis 2017. Christophe Riou en est le directeur général depuis 2022.

## Implantations
Le siège de l'IFV se situe au Domaine de l’Espiguette, au Grau du Roi, qui abrite notamment le pôle national de matériel végétal assurant la conservation des cépages inscrits au Catalogue officiel. Il a une vingtaine d'unités dans les différentes régions viticoles.